# NGC 468
NGC 468 é uma galáxia espiral (S0-a) localizada na direcção da constelação de Pisces. Possui uma declinação de +32° 46' 02" e uma ascensão recta de 1 horas, 19 minutos e 48,4 segundos.
A galáxia NGC 468 foi descoberta em 22 de Novembro de 1827 por John Herschel.